# Georg Clemens Dick
Georg Clemens Dick (* 30. April 1947 in Aachen) ist ein deutscher Journalist und Diplomat im Ruhestand. Er war zuletzt bis Juni 2012 Botschafter in Venezuela.

## Biografie
Nach der Schulausbildung machte er zunächst von 1962 bis 1965 eine Berufsausbildung zum Automechaniker und war anschließend bis 1968 als Seemann auf Schiffen der Handelsmarine Norwegens tätig. 1973 legte er das Abitur ab und studierte bis 1976 Rechtswissenschaften an der Johann Wolfgang Goethe-Universität Frankfurt am Main. Es folgte bis 1983 eine Tätigkeit als Journalist, unter anderem beim Pflasterstrand.
1983 wurde er zunächst Pressereferent im Bundestag und anschließend 1985 Pressesprecher im Hessischen Ministerium für Umwelt und Energie während der Amtszeit von Joschka Fischer. Danach war er bis 1998 nacheinander Pressesprecher der grünen Fraktion im Hessischen Landtag, Stellvertretender Regierungssprecher der Hessischen Landesregierung und zuletzt Abteilungsleiter in der Hessischen Staatskanzlei.
Nach dem Amtsantritt von Joschka Fischer als Bundesaußenminister wurde er zum Leiter des Planungsstabes des Auswärtigen Amtes ernannt. Anschließend wurde er im Jahr 2000 als Nachfolger von Horst Pahlenberg Botschafter in Chile.
Im Jahr 2003 kehrte er in die Zentrale des Auswärtigen Amtes zurück, wo er als Nachfolger von Joachim Schmillen erneut Leiter des Planungsstabes wurde, während dieser seinen Posten als Botschafter in Chile übernahm. 2006 wurde er zum Ministerialdirektor befördert.
Vom 2. August 2006 bis zum Eintritt in den Ruhestand im Juli 2012 war Georg Clemens Dick als Nachfolger von Hermann Erath Botschafter der Bundesrepublik Deutschland in Venezuela.